# A59 (Italië)

Huidig traject (1° lotto)
Gepland traject (2° lotto)

De Autostrada 59 (A59) of Tangenziale di Como is een korte Italiaanse autosnelweg in de regio Lombardije die een ringweg vormt voor de stad Como. De eerste drie kilometer van de snelweg werden geopend in 2015. De snelweg wordt in de toekomst verlengd tot 9 kilometer.